# Таран I
Таран I (*Taran mac Ainftech, д/н — після 697) — король піктів у 693—697 роках.

## Життєпис
Був сином ірландського або далріадського принца Ентфідіха. Його матір'ю вважається Деріле, донька короля Бруде III. Після смерті останнього у 693 році успадкував трон Піктії.
З самого початку стикнувся з зазіханнями своїх зведених братів Бруде IV та Нехтона III. Протистояння завершилося у 697 році поваленням Тарана. Відповідно до Анналам Ольстера Таран втік до Ірландії. Подальша доля невідома. Новим королем став Бруде IV.